# Paz de Venecia

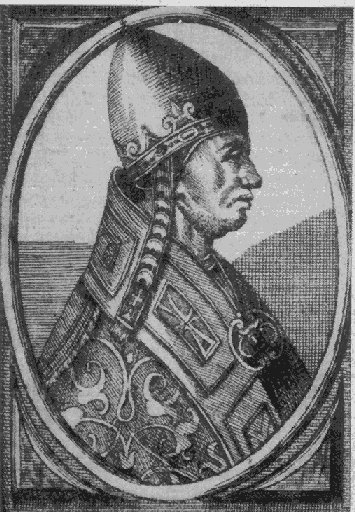
La Paz de Venecia fue el tratado firmado en la ciudad de Venecia entre el papado y sus aliados: las ciudades italianas de Trento, Venecia y el emperador Federico I Barbarroja del Sacro Imperio Romano Germánico en el año 1177.

La Paz de Venecia fue el tratado firmado en la ciudad de Venecia entre el papado y sus aliados: las ciudades italianas de Trento, Venecia y el emperador Federico I Barbarroja del Sacro Imperio Romano Germánico en el año 1177. El Reino de Sicilia también tomó parte en las negociaciones, de modo que el tratado determinó el curso político de la península italiana en los años siguientes.
En el marco de los intentos imperiales por obtener el control efectivo de Italia, la completa derrota de las tropas imperiales en la batalla de Legnano (29 de mayo de 1176) forzó a Federico a iniciar negociaciones diplomáticas.
Federico rápidamente envió emisarios al papa Alejandro III, que se encontraba en Anagni, solicitándole poner fin al cisma entre él y el antipapa Calixto III, apoyado por el emperador. Tras llegar a un acuerdo, se planeó una conferencia para julio de 1177. Federico pasó parte del tiempo restante interfiriendo en las rivalidades venecianas, con la esperanza de asegurar un grupo pro-imperial en el poder para el tiempo de la confrontación.
El domingo 24 de julio de 1177, el papa envió desde la basílica de San Marcos una delegación de cardenales al emperador, que estaba en la isla de Lido. Allí Federico reconoció formalmente a Alejandro III como papa legítimo y abandonó a su propio antipapa, Calixto III; en consecuencia, los cardenales levantaron formalmente la excomunión que pesaba sobre el emperador desde 1160.
Entonces, el emperador fue escoltado a Venecia propiamente dicha por el dogo de Venecia, Sebastian Ziani, y el patriarca de Aquilea, Ulrico II de Treven.
Los delegados del rey Guillermo II de Sicilia eran Romualdo II Guarna, arzobispo de Salerno, un cronista de su tiempo que como testigo ocular nos dejó un gran relato de todo el evento, y el conde Roger de Andria.
Por el tratado acordado el emperador reconoció a Alejandro III como papa legítimo, devolvió a la Santa Sede los territorios ocupados y reconoció los derechos temporales del papado sobre la ciudad de Roma, lo que permitió al pontífice regresar a dicha ciudad el 12 de marzo de 1178, luego de unos doce años de exilio, aunque la nobleza romana lo obligó a dejar la ciudad nuevamente en 1179.
Se acordó también una tregua de seis años (1177-1183) con las ciudades de la Liga Lombarda, que llevaría a la definitiva Paz de Constanza (1183), en la cual Federico reconoció de hecho las libertades y privilegios de las comunas italianas.
Asimismo se acordó una paz por quince años entre Federico y Guillermo II de Sicilia, pavimentando el camino para los años dorados de paz y prosperidad en el reino meridional.

## Texto del tratado
En inglés: Yale Law School e Internet Medieval Sourcebook.